# Corononcodes siculus
Corononcodes siculus is een vliegensoort uit de familie van de spinvliegen (Acroceridae). De wetenschappelijke naam van de soort is voor het eerst geldig gepubliceerd in 1923 door Bezzi.